# UFC on Fox: Werdum vs. Browne
UFC on Fox: Werdum vs. Browne (también conocido como UFC on Fox 11) fue un evento de artes marciales mixtas celebrado por Ultimate Fighting Championship el 19 de abril de 2014 en el Amway Center en Orlando, Florida.

## Historia
El evento estuvo encabezado por una pelea de peso pesado entre Fabrício Werdum y Travis Browne por el contendiente No.1 al título.
Se esperaba que Estevan Payan se enfrentara a Sean Soriano en este evento. Sin embargo, Soriano se vio obligado a retirarse debido a una lesión y fue reemplazado por Mike Brown. Por su parte, Brown fue obligado a salir de la pelea y fue reemplazado por el recién llegado Alex White.
Se esperaba que Santiago Ponzinibbio se enfrentara a Jordan Mein en este evento. Sin embargo, Ponzinibbio fue retirado de la pelea y fue reemplazado por Hernani Perpétuo.

## Resultados
1. ↑  Eliminatoria por el título.

## Premios extra
Cada peleador recibió un bono de $50,000.
- Pelea de la Noche: Thiago Alves vs. Seth Baczynski
- Actuación de la Noche: Donald Cerrone y Alex White